# Federazione pallavolistica delle Figi
La Federazione figiana di pallavolo (eng. Fiji Volleyball Federation, FVF) è un'organizzazione fondata nel 1970 per governare la pratica della pallavolo nelle Figi.
Organizza il campionato maschile e femminile, e pone sotto la propria egida la nazionale maschile e femminile.
Ha aderito alla FIVB nel 1982.